# ThunderCats (Fernsehserie, 2011)
ThunderCats ist eine US-amerikanische Zeichentrickserie und ein Remake der Serie ThunderCats, die von 1985 bis 1990 produziert wurde.

## Handlung
Für eine lange Zeit lebten die ThunderCats im Königreich Thundera glücklich und in Frieden, bis eines Nachts die Echsenarmee unter der Führerschaft von Mumm-Ra das Königreich angriff. Unter dem Kommando von Lion-O hat sich eine kleine Gruppe von ThunderCats auf die Suche nach dem Buch der Omen gemacht, um einen Weg zu finden, Mumm-Ra und seine Armee wieder in die Flucht zu schlagen.

## Produktion
Noch vor dem Beginn der Produktion der Serie haben die Produzenten Michael Jelenic und Ethan Spaulding die Handlung der Serie festgelegt und in mehrere 13-Episoden-Story-Arcs eingeteilt, wobei jede einem eigenen Handlungsstrang folgt. Durch das Remake wollten Jelenic und Spaulding eine wesentlich düsterere und cineastischere Geschichte erzählen. Jelenic äußerte sich dazu: „Die alte Serie fühlte sich eher nach einer Samstagmorgen-Zeichentrickserie an und die neue eher wie ein Film.“ Warner Bros. Animation produziert die Serie, während Studio 4°C für die Animation zuständig ist. Kevin Kliesch schrieb die Musik zur Serie und vereinte dabei elektronische Klänge mit klassischem Orchester.

## Synchronisation
Die Serie ist nur in englischer Sprache synchronisiert.
| Rollenname | Originalsprecher         |
| ---------- | ------------------------ |
| Lion-O     | Will Friedle             |
| Slythe     | Dee Bradley Baker        |
| Grune      | Clancy Brown             |
| Jaga       | Corey Burton             |
| Cheetara   | Emmanuelle Chriqui       |
| Mumm-Ra    | Robin Atkin Downes       |
| WilyKit    | Madeleine Hall           |
| Claudus    | Larry Kenney             |
| Snarf      | Satomi Kōrogi            |
| Tygra      | Matthew Mercer           |
| WilyKat    | Eamon Pirrucello         |
| Panthro    | Kevin Michael Richardson |
| Pumyra     | Pamela Adlon             |

## Episodenliste
| Nummer (gesamt) | Nummer (Staffel) | Originaltitel                                       | Erstausstrahlung (Cartoon Network) | Regisseur                                   | Drehbuchautor                |
| 01              | 01               | The Sword of Omens Omens (1) (Alternativtitel)      | 29. Juli 2011                      | Yoshiharu Ashino & Sean Song                | Michael Jelenic & Todd Casey |
| 02              | 02               | Ancient Spirits of Evil Omens (2) (Alternativtitel) | 29. Juli 2011                      | Yasuhiro Geshi & Rokou Ogiharu & Sean Song  | Tab Murphy                   |
| 03              | 03               | Ramlak Rising                                       | 5. August 2011                     | Yoshiharu Ashino & Sean Song                | Todd Casey                   |
| 04              | 04               | Song of the Petalars                                | 12. August 2011                    | Yoshiharu Ashino & Sean Song                | J. M. DeMatteis              |
| 05              | 05               | Old Friends                                         | 19. August 2011                    | Yoshiharu Ashino & Sean Song                | Tab Murphy                   |
| 06              | 06               | Journey to the Tower of Omens                       | 26. August 2011                    | Kazuo Nogami & Sean Song                    | Tab Murphy                   |
| 07              | 07               | Legacy                                              | 2. September 2011                  | Kazuyoshi Takeuchi & Sean Song              | Todd Casey                   |
| 08              | 08               | The Duelist and the Drifter                         | 9. September 2011                  | Shingo Uchida & Sean Song                   | Tab Murphy                   |
| 09              | 09               | Berbils                                             | 28. Oktober 2011                   | Yasuhiro Geshi, Takahiro Tanaka & Sean Song | Tab Murphy                   |
| 10              | 10               | Sight Beyond Sight                                  | 4. November 2011                   | Yoshiharu Ashino                            | Todd Casey                   |
| 11              | 11               | The Forest Of Magi Oar                              | 11. November 2011                  | Tomoya Takahashi                            | Peter Lawrence               |
| 12              | 12               | Into the Astral Plane                               | 18. November 2011                  | Yoshiharu Ashino                            | Paul Giacoppo                |
| 13              | 13               | Between Brothers                                    | 25. November 2011                  | Shingo Uchida                               | Paul Giacoppo                |
| 14              | 14               | New Alliances                                       | 24. März 2012                      | Yoshiharu Ashino                            | J.M. DeMatteis               |
| 15              | 15               | The Trials of Lion-O (Part 1)                       | 31. März 2012                      | Yoshiharu Ashino                            | Yoshiharu Ashino             |
| 16              | 16               | The Trials of Lion-O (Part 2)                       | 7. April 2012                      | Yutaka Kagawa                               | Will Friedle                 |
| 17              | 17               | Native Son                                          | 14. April 2012                     | Mitsuo Kusakabe                             | Tab Murphy                   |
| 18              | 18               | Survival of the Fittest                             | 21. April 2012                     | Riki Matsuura                               | J. M. DeMatteis              |
| 19              | 19               | The Pit                                             | 28. April 2012                     | Mitsuo Kusakabe                             | Todd Garfield                |
| 20              | 20               | Curse of Ratilla                                    | 5. Mai 2012                        | Tomoya Takahashi                            | Todd Casey                   |
| 21              | 21               | Birth of the Blades                                 | 12. Mai 2012                       | Masayuki Kato                               | Will Friedle                 |
| 22              | 22               | The Forever Bag                                     | 19. Mai 2012                       | Yoshiharu Ashino                            | Tab Murphy                   |
| 23              | 23               | Recipe for Disaster                                 | 26. Mai 2012                       | Riki Matsuura                               | Tab Murphy                   |
| 24              | 24               | The Soul Sever                                      | 2. Juni 2012                       | Kenichi Maejima                             | Brandon Easton & Todd Casey  |
| 25              | 25               | What Lies Above (1)                                 | 9. Juni 2012                       | Shinichi Matsumi                            | Paul Giacoppo                |
| 26              | 26               | What Lies Above (2)                                 | 16. Juni 2012                      | Shinichi Matsumi                            | Paul Giacoppo                |

## Sonstiges
- Larry Kenney spricht in dieser Serie Claudus, Lion-Os und Tygras Vater. Er war bereits in der Originalserie in der Rolle des Lion-O zu hören.